# Wereldkampioenschap voetbal 2022 (achtste finale) Portugal - Zwitserland
Dit artikel gaat over de wedstrijd in de achtste finales van het wereldkampioenschap voetbal 2022 tussen Portugal en Zwitserland die gespeeld werd op dinsdag 6 december 2022 in het Lusailstadion te Lusail. Het duel was de 56ste wedstrijd van het toernooi en de 8ste en laatste van de achtste finales.
Voor het eerst in negentien WK-wedstrijden speelde Portugal zonder Cristiano Ronaldo in de basiself. Zijn vervanger Gonçalo Ramos werd de eerste speler die een hattrick maakte in de knock-outfase van het WK sinds 1990 en de vierde Portugees met een hattrick op het WK. Pepe werd met een kopbal de oudste doelpuntenmaker ooit in de knock-outfase van het WK. Manuel Akanji deed wat terug voor Zwitserland, maar door doelpunten van Raphaël Guerreiro en Rafael Leão won Portugal met 6–1; de grootste uitslag in de knock-outfase van het WK sinds 2014 en Portugals grootste WK-zege sinds 2010. Portugal plaatste zich voor een derde keer voor de kwartfinales van het WK, na 1966 en 2006, terwijl Zwitserland voor een vijfde keer in zes deelnames in de achtste finales werd uitgeschakeld en sinds 1964 zonder een plaats in de kwartfinales bleef.

## Voorafgaand aan de wedstrijd
- Portugal stond bij aanvang van het toernooi op de negende plaats van de FIFA-wereldranglijst en moest zeven WK-deelnemers boven zich dulden.[2] Zwitserland was terug te vinden op de vijftiende plek. Dertien WK-deelnemers waren hoger gerangschikt dan Zwitserland.[3]
- Portugal en Zwitserland troffen elkaar voorafgaand aan deze wedstrijd 25 keer en nog nooit op een WK-eindronde. Portugal won negen van die wedstrijden, Zwitserland zegevierde elfmaal en vijf keer eindigde het duel onbeslist. Portugal won en verloor zes van zijn veertien eerdere WK-wedstrijden tegen Europese landen. Zwitserland won 8 en verloor 12 van zijn 23 eerdere WK-wedstrijden tegen teams aangesloten bij de UEFA.
- Portugal eindigde met zes punten als groepswinnaar in groep H met Ghana (3–2), Uruguay (2–0) en Zuid-Korea (1–2). Zwitserland eindigde met zes punten als tweede in groep G met Kameroen (1–0), Brazilië (0–1) en Servië (3–2).
- Portugal speelde voor een vierde keer een achtste finale op het WK. In 2006 werd er gewonnen van Nederland en in 2010 en 2018 werd het uitgeschakeld door Spanje en Uruguay. Zwitserland speelde vier keer eerder in de achtste finales van het WK. Zwitserland overleefde de achtste finale in 1934 tegen Nederland en in 1938 tegen Duitsland, maar werd uitgeschakeld in 1994 tegen Spanje, in 2006 tegen Oekraïne, in 2014 tegen Argentinië en in 2018 tegen Zweden.
- Danilo Pereira en Nuno Mendes deden door blessures niet mee bij Portugal.[4] Bij de Zwitsers deed Silvan Widmer niet mee door ziekte.[5]

## Wedstrijddetails[6]
|                                                             |                                                       |                  |             | |
| Achtste finales 6 december 2022 22:00 (UTC+3) 20:00 (UTC+1) | Portugal                                              | 6 – 1 (2 – 0)    | Zwitserland | Stadion: Lusailstadion, Lusail Toeschouwers: 83.720 Scheidsrechter: César Ramos Assistenten: Alberto Morin Assistenten: Miguel Hernandez Vierde official: István Kovács Video-assistent: Drew Fischer AVAR 1: Massimiliano Irrati AVAR 2: Ciro Carbone AVAR 3: Pol van Boekel Speler van de wedstrijd: Gonçalo Ramos |
| Achtste finales 6 december 2022 22:00 (UTC+3) 20:00 (UTC+1) | Ramos 17', 51', 67' Pepe 33' Guerreiro 55' Leão 90+2' | Wedstrijdverslag | 58' Akanji  | Stadion: Lusailstadion, Lusail Toeschouwers: 83.720 Scheidsrechter: César Ramos Assistenten: Alberto Morin Assistenten: Miguel Hernandez Vierde official: István Kovács Video-assistent: Drew Fischer AVAR 1: Massimiliano Irrati AVAR 2: Ciro Carbone AVAR 3: Pol van Boekel Speler van de wedstrijd: Gonçalo Ramos |
| Achtste finales 6 december 2022 22:00 (UTC+3) 20:00 (UTC+1) |                                                       |                  |             | Stadion: Lusailstadion, Lusail Toeschouwers: 83.720 Scheidsrechter: César Ramos Assistenten: Alberto Morin Assistenten: Miguel Hernandez Vierde official: István Kovács Video-assistent: Drew Fischer AVAR 1: Massimiliano Irrati AVAR 2: Ciro Carbone AVAR 3: Pol van Boekel Speler van de wedstrijd: Gonçalo Ramos |
| Achtste finales 6 december 2022 22:00 (UTC+3) 20:00 (UTC+1) |                                                       |                  |             | Stadion: Lusailstadion, Lusail Toeschouwers: 83.720 Scheidsrechter: César Ramos Assistenten: Alberto Morin Assistenten: Miguel Hernandez Vierde official: István Kovács Video-assistent: Drew Fischer AVAR 1: Massimiliano Irrati AVAR 2: Ciro Carbone AVAR 3: Pol van Boekel Speler van de wedstrijd: Gonçalo Ramos |
|                                                             |                                                       |                  |             | |

| Portugal | Zwitserland |

| DM              | 22 | Diogo Costa       |     |
| RA              | 02 | Diogo Dalot       |     |
| CV              | 03 | Pepe              |     |
| CV              | 04 | Rúben Dias        |     |
| LA              | 06 | Raphaël Guerreiro |     |
| VM              | 14 | William Carvalho  |     |
| CM              | 25 | Otávio            | 74' |
| CM              | 10 | Bernardo Silva    | 81' |
| RB              | 08 | Bruno Fernandes   | 87' |
| SP              | 26 | Gonçalo Ramos     | 74' |
| LB              | 11 | João Félix        | 74' |
| Wisselspelers:  |    |                   |     |
| DM              | 01 | Rui Patrício      |     |
| DM              | 12 | José Sá           |     |
| VD              | 20 | João Cancelo      |     |
| VD              | 24 | António Silva     |     |
| MV              | 06 | João Palhinha     |     |
| MV              | 16 | Vitinha           | 74' |
| MV              | 18 | Rúben Neves       | 81' |
| MV              | 23 | Matheus Nunes     |     |
| AV              | 07 | Cristiano Ronaldo | 74' |
| AV              | 09 | André Silva       |     |
| AV              | 15 | Rafael Leão       | 87' |
| AV              | 17 | João Mário        |     |
| AV              | 21 | Ricardo Horta     | 74' |
| Coach:          |    |                   |     |
| Fernando Santos |    |                   |     |

| DM             | 01 | Yann Sommer         |         |
| CV             | 05 | Manuel Akanji       |         |
| CV             | 22 | Fabian Schär        | 43' 46' |
| CV             | 13 | Ricardo Rodríguez   |         |
| VM             | 10 | Granit Xhaka        |         |
| RM             | 18 | Edimilson Fernandes |         |
| CM             | 15 | Djibril Sow         | 54'     |
| CM             | 08 | Remo Freuler        | 54'     |
| LM             | 17 | Ruben Vargas        | 66'     |
| SP             | 07 | Breel Embolo        | 89'     |
| SP             | 23 | Xherdan Shaqiri     |         |
| Wisselspelers: |    |                     |         |
| DM             | 12 | Jonas Omlin         |         |
| DM             | 21 | Gregor Kobel        |         |
| DM             | 24 | Philipp Köhn        |         |
| VD             | 04 | Nico Elvedi         |         |
| VD             | 18 | Eray Cömert         | 46' 59' |
| MV             | 06 | Denis Zakaria       | 54'     |
| MV             | 14 | Michel Aebischer    |         |
| MV             | 20 | Fabian Frei         |         |
| MV             | 25 | Fabian Rieder       |         |
| MV             | 26 | Ardon Jashari       | 89'     |
| AV             | 09 | Haris Seferović     | 54'     |
| AV             | 11 | Renato Steffen      |         |
| AV             | 16 | Christian Fassnacht |         |
| AV             | 19 | Noah Okafor         | 66'     |
| Coach:         |    |                     |         |
| Murat Yakin    |    |                     |         |

| Statistieken           | Portugal | Zwitserland |
| ---------------------- | -------- | ----------- |
| Doelpunten             | 6        | 1           |
| Gele kaarten           | 0        | 2           |
| Rode kaarten           | 0        | 0           |
| Wissels                | 5        | 5           |
| Schoten op doel        | 9        | 1           |
| Schoten naast doel     | 2        | 7           |
| Overtredingen          | 12       | 10          |
| Hoekschoppen           | 6        | 6           |
| Buitenspel             | 3        | 3           |
| Passnauwkeurigheid (%) | 85       | 85          |
| Balbezit (%)           | 47       | 53          |